# Der-Ilei
Der-Ilei (tardo VII secolo) sarebbe stata figlia o meno probabilmente sorella di re Bridei map Beli dei Pitti (morto nel 693). Avrebbe sposato Dargart mac Finguine (morto nel 686) dei Cenél Comgaill, matrimonio dal quale sarebbero nati i sovrani pitti Bridei e Nechtan e forse il Comgal mac Dargarto menzionato negli Annali dell'Ulster. Avrebbe sposato anche un certo Drostan.